# Roluos
Roluos è una piccola cittadina della Cambogia lungo la strada statale NH6, circa 13 km ad est di Siem Reap. Subito ad ovest di essa vi è il sito che nel IX secolo d.C. ospitò Hariharalaya, la prima capitale vera e propria dell'Impero Khmer nelle vicinanze del grande lago Tonlé Sap. I templi che vi sorgono sono noti nel loro complesso come "gruppo di Roluos".

## Storia
Il gruppo di Roluos marca l'inizio del periodo classico della civiltà Khmer e risale al tardo IX secolo. Alcuni templi furono costruiti completamente in mattoni, altri almeno in parte in laterite o arenaria (il primo grande tempio di Angkor costruito già in origine completamente in arenaria pare possa essere Ta Keo).
Nell'anno 802, re Jayavarman II fondò le basi dell'Impero Khmer salendo sul monte Mahendra (l'odierno Phnom Kulen) e facendosi nominare Chakravartin (sovrano universale) con un'antica cerimonia di origine indiana. Si trattava di un principe regnante su territori dell'odierna Cambogia orientale, proveniente da una famiglia aristocratica del regno di Chenla. Nel corso degli anni affermò il proprio potere sia con scontri armati che con matrimoni ed alleanze e compì una serie di peregrinazioni. Spostò infatti la propria capitale diverse volte. Si stabilì anche ad Hariharalaya, dove probabilmente morì attorno all'835.
Gli succedettero Jayavarman III, Indravarman I e Yasovarman I, che nel primo decennio del X secolo spostò la capitale a Yasodharapura, oggi chiamata Angkor.

## Templi maggiori
Attualmente il gruppo di Roluos consta di tre templi maggiori, i più visitati:
Bakongil primo tempio-montagna shivaita di arenaria, costruito da re Indravarman I e dedicato nell'811.
Loleicostituito da quattro torri in mattoni, su un'isola artificiale del baray Indratataka, ormai asciutto. Ultimo ad essere edificato a Roluos e dedicato nell'893 dal grande re Yasovarman I a Shiva ed a quattro suoi avi divinizzati.
Preah Koun gruppo di sei torri in mattoni, dedicate nell'879 agli avi divinizzati di Indravarman I.
Sia presso il Bakong che presso Lolei vi sono dei monasteri della corrente buddista Theravada.

## Templi minori
Poco a sud-est dei templi principali vi sono i più piccoli e mal conservati Prasat Prei Monti e Prasat Trapean Phong, che hanno comunque notevole importanza storica, essendo probabilmente i più antichi del gruppo.

### Prasat Trapean Phong
Potrebbe essere stato costruito già durante gli ultimi anni del regno di Jayavarman II. Comprende quattro santuari a base quadra in mattoni, disposti a quadrato, che sorgono su un basamento comune con modanature. La copertura è costituita da strati di dimensioni via via minori. I santuari, a camera singola, si aprono ad est, mentre verso le altre tre direzioni mostrano porte cieche. Colonne ed architravi delle porte portano scolpite ghirlande floreali e al centro dell'architrave vi è un mostruoso kala. Ai loro lati, le devata occupano delle nicchie. Vi sono alcuni resti delle decorazioni in stucco che in origine ricoprivano i mattoni.